# Сурјективно пресликавање
У математици, за функцију f се каже да је сурјективна ако њене вредности испуњавају њен цео кодомен; то јест, за свако y у кодомену, постоји бар једно x у домену, такво да је f(x) = y. Сурјективна функција се назива сурјекцијом, и такође се назива на (функцијом).

## Примери и контрапримери
- За сваки скуп X, функција идентитета  на X је сурјективна.
- Функција  дефинисана као f(x) = 2x + 1 је сурјективна, јер за сваки реалан број y постоји x, такво да је f(x) = y.
- Природни логаритам  је сурјекција.
- Функција  дефинисана као g(x)&nbsp;= x² није сурјективна, јер (на пример) не постоји реалан број x такав да x² = −1. Међутим, ако променимо кодомен у [0,+∞), тада g постаје сурјективна.
- Функција  дефинисана као f(x) = x mod' 4 је сурјективна.

## Својства
- Функција f:&nbsp;X&nbsp;→&nbsp;Y је сурјектвина ако и само ако постоји функција g:&nbsp;Y&nbsp;→&nbsp;X таква да је  једнако функцији идентитета на Y. (Овај исказ је еквивалентан аксиоми избора.)
- Ако су f и g обе сурјекције, тада је  сурјекција.
- Ако је  сурјекција, тада је  сурјекција (али g не мора бити).
- је сурјекција ако и само ако, за било које функције g,h:Y → , кад год је , тада g&nbsp;=&nbsp;h.
- Ако је  сурјективна, и B је подскуп од Y, тада . Стога, B се може добити из .
- Свака функција h:&nbsp;X&nbsp;→&nbsp;Z може бити разложена као  за одговарајућу сурјекцију f и инјекцију g. Ова декомпозиција је јединствена до на изоморфизам, и f се може посматрати као функција са истим вредностима као h али јој је кодомен ограничен на опсег h(W) од h, што је само подскуп кодомена Z од h.
- Ако је  сурјективна функција, онда X има најмање онолико елемената као Y, у смислу кардиналних бројева.
- Ако су и X и Y коначни скупови, са истим бројем елемената, тада је  сурјекција ако и само ако је f инјекција.